# Zdeněk Smékal
Zdeněk Smékal (10. března 1921 – ???) byl český a československý politik Komunistické strany Československa a poúnorový poslanec Národního shromáždění ČSR a Národního shromáždění ČSSR.

## Biografie
Ve volbách roku 1954 byl zvolen za KSČ do Národního shromáždění ve volebním obvodu Žďár nad Sázavou. Mandát obhájil za KSČ ve volbách v roce 1960 (nyní již jako poslanec Národního shromáždění ČSSR za Jihomoravský kraj). V parlamentu setrval až do konce funkčního období, tedy do voleb roku 1964.
V roce 1954 je profesně uváděn jako vedoucí laboratoře ve strojírnách ve Žďáru nad Sázavou ŽĎASS.